# Мандрово
Мандрово — село в Валуйском районе Белгородской области России, административный центр Мандровского сельского поселения. Одноимённый остановочный пункт железной дороги.

## География
Село расположено в юго-восточной части Белгородской области, на левом берегу реки Валуя, на стрелке с левым притоком Полатовкой, в 11,3 км по прямой к северо-востоку от районного центра, города Валуек.

## Исторический очерк

### Основание
Документ XVII века, проливающий свет на обстоятельства заселения земель вокруг города-крепости под названием Валуйки:
«Выпись с валуйских книг письма и меры Мирона Хлопова да подьячего Леонтия Недовескова ряд (1626) году написано по государеву цареву и великаго князя Михаила Федоровича Всея Руси и по наказу от них писцы на Валуйках станичных атаманов ездоков, казаков и стрельцов конных и пеших, и пушкарей, и затинщиков, и ямских охотников, и кузнецов, и плотников дворами, городами и гуменными местами. За своею братиею с конными стрельцы в тех же городах, в гумнах вниз по Валую реке да по государеву цареву и великаго князя Михаила Федоровича Всея Руси грамот за приписью дьяка велено: атаманам и ездокам дать в остроге места, где им поставить по избе да по клете для осаднова времени, и писцы Мирон Хлопов да подьячий Леонтий Недовесков валуйским атаманам и ездокам для осаднова времени у кого кому нет двору поставить по избе да по клети, расписать для того, что порожних мест в остроге мало. Атаманом Кириллу Рязанцеву на старом своем дворе, а с ним селиться ездоку Ивану Несвоеву, Спириду Садкову на старом своем дворе... а земли велено учинить по сту четвертей за человеком».

### Происхождение современного названия
В 1721 году приказчик князя А. Д. Меншикова (знаменитого сподвижника Петра I) Илья Ангельцов по распоряжению «светлейшего» захватил пашню и сенокосные угодья полковых казаков, сломал хуторные дворы и при впадении речки Палатовки в Валуй заложил слободу, которая получила название Николаевка по имени местной церкви. Заселялась Николаевка — по приказу того же светлейшего князя — казаками-черкасами. Они стали именовать слободу на свой лад: Мандрово (производное от «мандровать» — скитаться; черкасы (украинцы) ведь и были скитальцами, переселенцами, которых приветила и обогрела Россия).

### Владетели XVIII—XIX веков до Крестьянской реформы
Когда опального Меншикова лишили всех званий и имений, «в числе прочих слобод» в Валуйском уезде слобода Мандрова (Николаевка) «в 1729 году 13 февраля была пожалована генерал-аншефу Матюшкину». Матюшкин в 1768 году продал слободу полковнице П. М. Поярковой. Та в 1791 году «уступила ее за 58000 рублей» Борису Петровичу Девиеру. Затем Мандрова перешла к его сыну Дмитрию, «по смерти которого разделена между двумя другими сыновьями — Александром и Михаилом». В 1859 году М. Дивиер свою часть слободы продал профессору Харьковского университета А. К. Струве.

### Со второй половины XIX века до наших дней
Из документов 1859 года: Валуйского уезда «слобода владельческая Николаевка (Мандрова, Мандорова, Мантрова) при речке Валуе» «на большом почтовом тракте из города Валуек на город Воронеж», церковь православная. 
В 1900 году — Валуйского уезда Насоновской волости слобода Мандрова (Николаевка) («1-е общество, бывший владетель — Струве, 2-е общество, бывший владетель — Девиер») «при Харьково-Балашовской линии Юго-Восточной железной дороги, при реках Палатовке и Валуе», в слободе — церковь, 5 общественных зданий, церковно-приходская школа, 4 мелочных и винная лавки, 3 постоялых двора, 5 ярмарок и базар.  

Из книги «Россия...» (СПб, 1902 год): 
«От Валуек железный путь следует вверх течения реки Валуя, параллельно с этой рекой и через 16 верст достигает станции Мандрова, грузящей 120 тысяч пудов, преимущественно хлеба. Слобода Мандрова имеет до 1900 жителей, волостное правление Насоновской волости, школу, лавки и 5 ярмарок. В эпоху освобождения крестьян владельцем в Мандрове был Адам Карлович Струве. Фамилия Струве владела здесь 3200 десятинами».
Статистико-экономический словарь Воронежской губернии: 
«Мандрова на реках Валуй и Палатовка (Николаевка) Насоновской волости Валуйского уезда, слобода при ж/д-станции того же имени. По данным 1905 года дворов 278 с 1570 жителями, 2 школы. Население занято выделкой ободьев из леса, который находится по соседству. Отправлялось их ежегодно до 15 тысяч пудов, а также развито было бондарное производство. Благодаря станции была значительная ссыпка хлеба и оживленные базары. В 1909 году было 23 пасеки с 937 ульями; 4 ярмарки (24 июня, 24 августа, на Вербное воскресение, и 6 декабря), маслобойный завод. Мандрово — железнодорожная станция линии Харьков-Валуйки, к ней тянут 26 сел Валуйского уезда (Насоновской и Больше-Липяговской волости с 26 селами и 26 тысячами населения). В пределах района паровой маслобойный завод при станции, наибольший торговый пункт — слобода Никитовка. В среднем ежегодно отправлялось со станции хлебных грузов в период 1909-1911 годов 82 тысячи пудов, прибывало — 44 тыс. пудов. Пассажиров прибыло на станцию 8 тысяч, уехало со станции 14,5 тысяч».
В годы революций и гражданской войны был разорен паровой маслобойный завод, вырублены помещичьи парки и фруктовые сады. 
С июля 1928 года село Мандрово в Валуйском районе — центр Мандровского сельсовета, в который входили собственно село Мандрово, деревни Вороновка, Курганская, Чепухино и ж/д-станция Мандрово. 
В 1958 году Мандровский сельсовет состоял из сел Мандрово 1-е (центр сельсовета) и Мандрово 2-е, деревень Вороновка, Касеновка и Чепухино, хутора Ключ Жизни и ж/д-станции Мандрово; в 1972 году — из сел Ватутино (бывшее Чепухино), Вороновка, Ивановка, Касеновка, Мандрово, Подгорное и хутора Золотая Горка. 
В 1997 году село Мандрово в Валуйском районе — центр Мандровского сельского округа, в который входили также села Ватутино, Вороновка, Ивановка и Касеновка. 
В 2010 году село Мандрово — центр Мандровского сельского поселения Валуйского района.

## Население
В 1859 году в селе переписали 202 двора, 1364 жителя (681 мужчина, 683 женщины). В 1900 году — 255 дворов, 1471 житель (759 мужчин, 712 женщин).
На 1 января 1932 года в селе Мандрове — 1966 жителей, на станции — 8 человек.
На 17 января 1979 года в селе Мандрове было 1111 жителей, на 12 января 1989 года — 1215 (604 мужчины, 611 женщин).
В 1997 году в Мандрове было 416 домовладений, 1018 жителей. В 1999 году в Мандрове — 1054 жителя, в 2001 году — 1050.
| 1859 | 1897  | 2002  | 2010 |
| ---- | ----- | ----- | ---- |
| 1364 | ↘1342 | ↘1026 | ↘977 |

## Инфраструктура
В начале 1990-х годов село Мандрово оставалось центром колхоза им. Ватутина (в 1992 году — 348 колхозников), занятого растениеводством и животноводством. По состоянию на 1995 год в Мандрове — акционерное общество закрытого типа им. Ватутина, 4 фермерских хозяйства (производство зерновых), машинный двор, почтовое отделение, Дом культуры, средняя школа, детский сад, психоневрологическая больница.